# سكل كاندي
سكل كاندي (بالإنجليزية: Skullcandy)‏ هي شركة أمريكية مقرها في بارك سيتي ، بولاية يوتا، تقوم بإنتاج المنتجات الصوتية يتركز خط إنتاج الشركة التابعة في المقام الأول على سماعات الرأس ومكبرات الصوت ومشغلات إم بي 3 .

## تاريخ الشركة
تم تأسيس الشركة عام 2003 بواسطة ريك الدن وكريس ويليامز. أول منتج للشركة كان الرابط المحمول وتم نقديمه في لاس فيغاس عام 2003. مكمنت التقنية المستخدمين من تلقي المكالمات الهاتفية أثناء الاستماع للموسيقى عن طريق سماعات الرأس. براءة أختراع مسجلة للشركة.
في كانون الأول عام 2008 سكل كاندي اعتبرت كأفضل سماعة بواسطة مجلة فورتشن.
في كانون الثاني عام 2011 اشترت سكل كاندي شركة تصنيع سماعات الرأس استرو ستوديو بمبلغ لم يتم التصريح عنه.
في كانون الثاني عام 2011 تقدمت سكل كاندي بعرض مبدئي للجنة الأمن والنحويلات المالية. ألاعلان عنه لاقى انتقاد واسع في الصحافة وعالم المال.

## روابط خارجية
- الموقع الرسمي